# ديفيد دبليو. داير
ديفيد دبليو. داير (بالإنجليزية: David W. Dyer)‏ هو محامي وقاضي أمريكي، ولد في 28 يونيو 1910 في كولومبوس في الولايات المتحدة، وتوفي في 7 يونيو 1998 في ميامي في الولايات المتحدة.

## وصلات خارجية
- ديفيد دبليو. داير على موقع إن إن دي بي (الإنجليزية)